# Análisis de imágenes

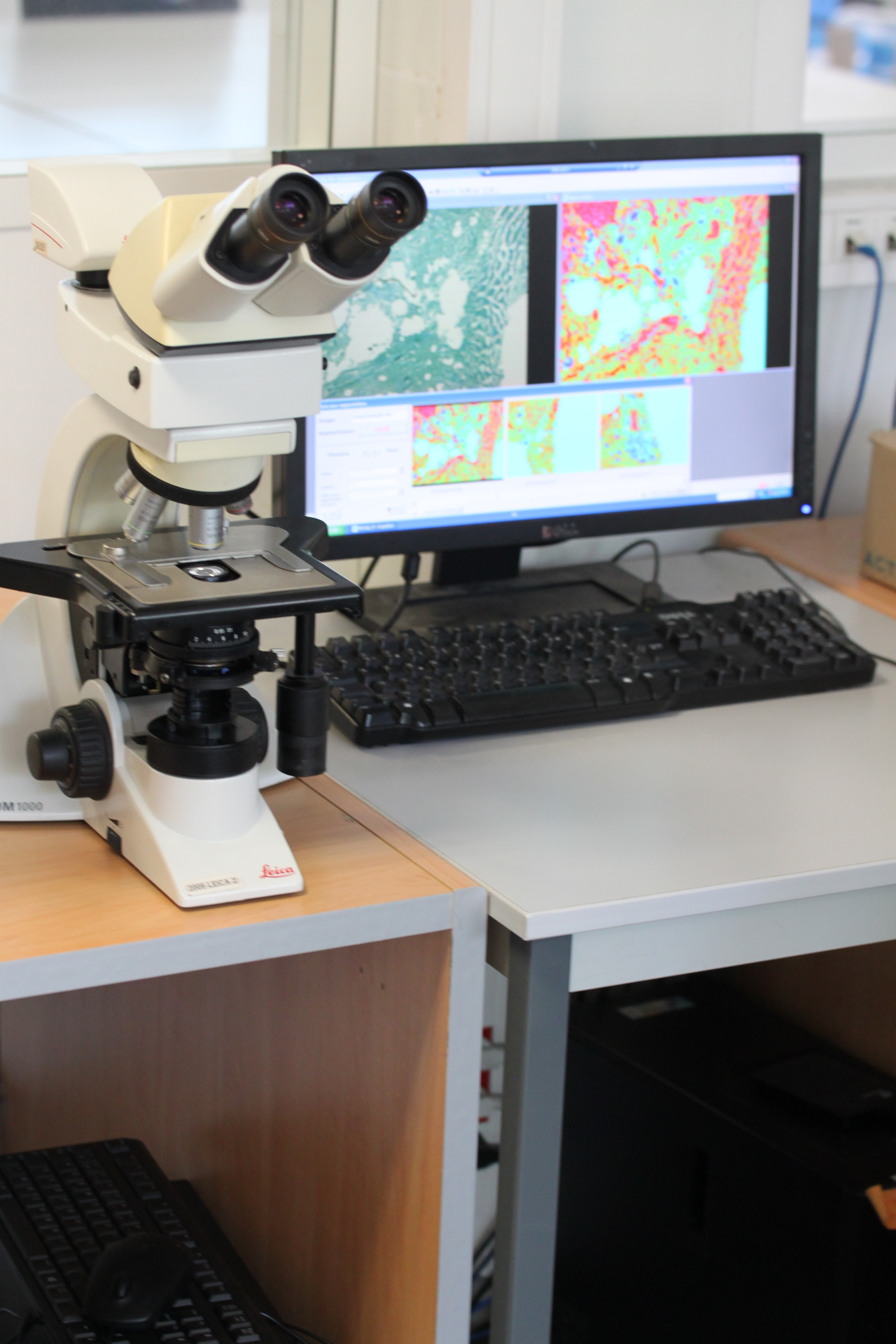
Bueno

Se llama análisis de imágenes a la extracción de información derivada de sensores y representada gráficamente en formato de dos o tres dimensiones, para lo cual se puede utilizar tanto análisis visual como digital (procesamiento digital de imágenes). Abarca la fotografía en blanco y negro y color, infrarroja, imágenes satelitales, de radar, radar de alta definición, ultrasonido, electrocardiogramas, electroencefalogramas, resonancia magnética, sismogramas y otros.

## El desarrollo de las imágenes
Antes de la introducción de la fotografía, un actor dependía de observadores que exploraran un área y desde un terreno alto reconociera o vigilara la actividad enemiga, informando sobre la base de su vista y memoria. Una vez introducida la fotografía, esta información quedaba grabada con detalles en un medio físico, mejorando así la calidad de información obtenida.

### Entre guerras
Al terminar la guerra, disminuyó la utilización que se venía haciendo de esta tecnología, lo que ocasionó un estancamiento en su desarrollo. Al presentarse luego la amenaza militar de Japón y Alemania, resurgió la capacidad técnica de las grandes potencias, ayudando a los planificadores como Eisenhower a prepararse adecuadamente en este aspecto para el caso de una futura guerra.
En los años 1930, se introdujeron las imágenes infrarrojas. Una las primeras aplicaciones fue la de investigar los fraudes en pinturas.

### Segunda Guerra Mundial y guerra fría
En la Segunda Guerra Mundial se introdujo el radar con su capacidad para detectar aviones enemigos. En los primeros años de la guerra fría, los soviéticos, al detectar aviones de vigilancia, hacían uso de transmisores direccionales para atraerlos a su espacio aéreo con la intención de derribarlos. Las pantallas circulares ya se usaban en los aviones de mayor tamaño y o mayor frecuencia 
. Haciendo uso de la pantalla, era posible navegar estas áreas peligrosas. De hecho, hay fotos publicadas por la Fuerza Aérea de los Estados Unidos donde se muestra esta práctica.

### Época post Vietnam
La época post Vietnam vio la introducción de sensores infrarrojos aéreos. Las diferencias en temperatura de un objeto y el terreno cercano permitían la detección de actividad militar. Estos sensores ya eran capaces de grabar su información en medios magnéticos, a la cual se accedía cuando el avión regresaba a su base.
Esta época también vio la introducción del ultrasonido y la tomografía computarizada para usos médicos. La introducción del ultrasonido permitió ver diferencias en el tejido humano, lo que hizo posible detectar anomalías en su fisiología. También comenzaron a usarse tecnologías derivadas para detectar fallos materiales en productos manufacturados.
En los últimos años de la guerra fría se introdujo la tecnología del radar de apertura
sintética, donde la apertura de una cámara óptica sería emulada por las ondas de radar. la calidad de la imagen se guardaría como secreta, pero puede verse un indicio en una imagen duplicada por la NASA de un arroyo, a pesar de que está cubierto por arena.

## Las computadoras y el impacto de las imágenes
La experimentación con las imágenes ópticas resultaría en la explotación y la manipulación de centenares de niveles de sombra, resultando en una mejor explotación de la información obtenida.
Los primeros en usar de esta nueva tecnología serían de la inteligencia americana y los investigadores científicos quienes refinarían esta tecnología, resultando en la tomografía computarizada. Otra tecnología sería la del ecocardiograma que haría posible el ver movimientos cardíacos y el flujo cardíaco. Otro adelanto sería la introducción de la resonancia magnética cuyas imágenes revelarían anomalías en tejidos humanos y flujo sanguíneos. También se podría ver evidencia de danos en la espina dorsal y aun procesos neuroquímicos cerebrales. En el presente los científicos están explorando el uso de nuevas tecnologías que hagan uso de más sectores del espectrum electromagnético como las imágenes de rayos X.

## El desarrollo de técnicas analíticas
1. El primer uso de imágenes en la Primera Guerra Mundial pudo revelar las líneas rectas de carreteras, pueblos y pistas aéreas. El hallar objetos camuflados como la artillería, depósitos de armas y artículos de origen logístico tardaría. Fue un proceso de experimentación, resultando en una nueva disciplina, transmitida a nuevos reclutas y oficiales. Haciendo uso de rasgos topográficos hacia posible el predecir la ubicación de rutas logísticas, depósitos, cuarteles y otros objetos militares. Tomando en cuenta que el militar hace uso de la uniformidad, una vez descubierta un patrón de ubicación o camuflaje, el resultado fue la participación de artillería y aviones en eliminar estos objetos. El tamaño, el terreno cercano, la forma y la sombra delatarían la ubicación de blancos enemigas. El desarrollo de técnicas analíticas es realmente parte de la evaluación que se hace de una tecnología nueva. La primera fotografía tomada fue la de un vecindario francés. Era de mala calidad, más aun así se podía reconocer los rasgos de un vecindario. De inmediato se podía ver que la nueva tecnología, en este caso el proceso fotoquímico sería de gran utilidad.
2. En el caso de las imágenes infrarrojas, los detalles debieron haber confundido a los analistas, pudieron al comparar estas imágenes con las fotos en blanco y negro, entender lo que ahora se podía ver. Al retratar algunos cuadros pintados, se dieron cuenta de que a veces el pintor cubría parte de su obra con otras detalles en forma finalizada. Al tomar imágenes de un campo de batalla, se dieron cuenta de que al ubicar un vehículo sobre un suelo frío, el calor del vehículo calentaba el suelo, dejando un rastro que a simple vista se podía confundir a uno por el número excesivo de vehículos. Como en el caso de un científico, cuando se obtiene una observación novedosa, tiene que explicarlo y de ser necesario, formular una nueva teoría que explique el fenómeno.
3. Al introducir el uso del Radar, solamente se podía ver la distancia de un objeto. En el caso de la batalla del Bismark, los primeros equipos solo podían detectar en una sola dirección, haciendo necesario el dirigir la nave para dirigir la colección de información. Antes de terminar la Segunda Guerra Mundial, ya estaba en uso el antena orbital y el formato circular, mejorando la calidad de información obtenida. Aquí se ve la importancia de un formato bidimensional, la información en la ausencia de un formato legible, es de poca utilidad. Una cosa que hay que tomar en cuenta es que casi toda la energía emitida se pierde. Solamente la existencia de superficies planas y el hueco de un motor hacen posible la detección de un avión. Lo que se ve en pantalla es transmitida por el avión. Al recibir la señal de un radar, emite la identificación del avión. Como en el caso del 9/11, una vez apagada, no se detecta gran cosa. Esto se puede ver en el uso de reflectores que se instalan en cables eléctricas de alta potencias en áreas donde transitan aviones a baja altura para evitar choques. Las técnicas analíticas usadas asociadas con el radar de apertura sintética son en su mayoría, secretas. Solo se puede especular al respecto.
4. Para desarrollar la tecnología de la tomografía computarizada (CatScan), tenía que existir el diseño computarizado (CAD); en artículos de enciclopedia de los años 60, se pueden ver fotos de ingenieros que con el uso de un periferal en forma de bolígrafo, dibujan directamente a la pantalla componentes para ser añadidos. El programa en uso utilizaba el perfil de un componente para evaluar su cabida en el diseño. El uso de esta tecnología mejoró el proceso de preparar máquinas para fabricar aviones, carros y otros productos. La tomografía depende de poder presentar esta información en un formato gráfico para ser útil. Información no-legible es de poca utilidad.
5. El desarrollo de la tecnología ultrasonido, para poder ser interpretado, dependía de estudios anatómicos, disecciones y autopsias para poder confirmar lo que ahora se podía ver. Tomo tiempo para poder establecer normas para el tamaño de órganos y en el caso del uso prenatal, medidas corporales.
6. Al introducir la tecnología de resonancia magnética, el poder interpretar las imágenes dependía de comparar estas nuevas imágenes con las imágenes ultrasónicas y la tomografía computarizada. En cuanto a como detectaron procesos neuroquímicos, esto dependía del conocimiento de procesos fisiológicos y neurológicos. Aquí tenemos una situación en que el análisis de una tecnología que dependía de conocimientos previos, termina ampliando el conocimiento que lo hizo posible.
7. El énfasis reciente en la colección multiespectral es cosa de ampliar al máximo la cantidad de información disponible para aplicaciones geológicas, agrícolas, e investigación ambiental, resultando en una economía basada en cubrir un área en un solo vuelo, haciendo la colección global una opción más económica.
8. Las últimas tecnologías hacen posible la investigación nuclear y astronómica. Se puede ver en como evalúan la aceleración particular donde la física teórica se usa para poder explicar el comportamiento observado. Como en el caso de la investigación nuclear, la colección orbital multiespectral de entidades astronómicas es orientada según la base teórica existente, cuya confirmación se hace a base de la información obtenida.

## Aplicaciones actuales
- Además del uso tradicional de parte de las agencias de la inteligencia militar y civil, otras entidades han hecho uso de esta disciplina. Las agencias policiales la han usado en la documentación forense de la escena del crimen para determinar detalles del delito. También se puede determinar la trayectoria de una bala y la ubicación de un francotirador.
- La autoridad de carreteras hace uso de imágenes estereoscópicas para evaluar posibles rutas para nuevas autopistas según el criterio establecido localmente; por ejemplo, Alemania exige una inclinación de no mayor de 5 grados para sus trenes. En el caso de varias aplicaciones ahora disponibles, la información de varias fuentes se añade a la imagen para crear mapas que serán usados por oficiales a cargo del comercio, contribuciones, infraestructura y la planificación urbana.
- La aplicación más importante ha sido la de la investigación médica. Las avances han fomentado una mejor comprensión del cuerpo humano, el diagnóstico y el tratamiento. El único problema es que, al aumentar la capacidad diagnostica, el evitar la impericia médica exige un régimen costoso de parte del paciente y su seguro médico. Esta tendencia no cambiará. El lado positivo de desarrollar nuevas tecnologías e imágenes es que genera nuevas observaciones que aumentan la eficacia del crecimiento en la investigación médica, lo que a su vez produce mejores diagnósticos y tratamientos.
- La introducción del satélite LandSat en los años 70 permitió nuevas aplicaciones en la agricultura, geología y ciencias ambientales. La calidad de las imágenes no necesita ser de pequeña escala para ser utilizada por estas disciplinas. La información hizo uso de los 256 grados de sombra entre blanco y negro, y se añadiría colores que representan información multiespectral.

## Futuras aplicaciones
Una aplicación futura es el uso de imágenes es en la arqueología. Muchas áreas se pueden evaluar haciendo uso de los rasgos topográficos.
La topografía local determina el comercio, la infraestructura, la logística, pueblos, manantiales, agricultura, fronteras y la defensa de una región.
1. En el caso del antiguo Egipto, las rutas comerciales se pueden detectar y con el uso de la tecnología infrarroja, se puede detectar manantiales que apoyan las pocas comunidades en el desierto. El uso de imágenes del Sinaí ha resultado en eliminar la posibilidad de una ruta terrestre hacia las minas de cobre en el sur. El norte de Egipto carece de rasgos topográficos. Haciendo uso del valle al norte del Cairo moderno, un puede seguir hasta el mar rojo, cerca del puerto Said. Desde este puerto se puede navegar hacia el Sinaí, cambiando el rumbo hacia el sur al llegar a la costa, y a una distancia de 80 millas llegar al llano costero de Ras Abu Rudeis, a poca distancia de las dos minas de cobre. La otra opción es viajar por la costa del mediterráneo hasta llegar al Wadi de Egipto(Al Arish) cambiar el rumbo hacia el sur, siguiendo el contorno del Wadi hacia el interior. Aquí esta el problema, el éxodo nos narra que al llegar a un lugar llamado Refidim, fueron atacados por los amalecitas, una tribu hostil que interpretaron la incursión hebraica como una amenaza que resultaría en derrochar los recursos naturales de la región como el agua, dátiles, vegas para pastar su ganado y recursos minerales. Ya establecida la hostilidad de las tribus, sería necesario ubicar guarniciones por la ruta para garantizar la seguridad de los viajantes, un gasto excesivo en recursos y tropas.
2. En el caso del éxodo, el único lugar bíblico que ha sido confirmado por papiros egipcios es el de Baal Zefon, un lugar cercano a Remeses y el lago Menzaleh. Tomando en cuenta que la arqueología bíblica carece casi totalmente de confirmación independiente, uno se ve obligado a usar la información a mano para evaluar áreas según un criterio multidisciplinaria, y con el uso de sensores aéreos, enfocar la mirada solamente hacia los lugares que ofrecen una mayor posibilidad de resultar en descubrir artefactos.
3. Examinando a las montanas cerca de Al Arish, a 30 millas esta Jibal Hilal, de donde se puede acceder el interior. Según el relato bíblico, aquí hay una brecha entre Jibal Hilal y Gebel Dalfa donde una inundación repentina fluyo después de ser golpeada la roca por Moisés. La ruta tomada por los amelecitas, para poder aprovechar el terreno, tenía que ser por el sureste. El montículo al norte de Jibal Hilal, Jabal umm Zarnick coincide perfectamente con la colina que subió Moisés durante el contraataque hebraica. Una cosa es evidente, y es que desde las alturas de estas montanas, centinelas pudieron detectar fácilmente la incursión Hebraica, movilizar y atacar a ellos.
4. Haciendo uso del terreno, es probable que hayan usado de observadores que reconocieran fuentes de agua, vegas y rutas que acomodaran esta gran multitud.
5. En cuanto a los lugares tradicionales en el Sinaí, la topografía excluye a casi todos por ser inaccesibles a una multitud. El viajar por terreno montañoso exponía a ellos a emboscadas. Para establecer una ruta para el éxodo, hay que hacer caso a la topografía que permita el tránsito de la multitud.
6. Para explorar a la Palestina, el radar puede detectar los tels (pequeños montículos que representan ruinas de pueblos antiguos), en terreno montañoso, sería cosa de establecer un perímetro de 10 millas a un lugar confirmado y evaluar los rasgos topográficos para establecer la ubicación de rutas comerciales, comunidades agrícolas asociadas con pueblos grandes, agua, vegas, cultivos, e infraestructura. La idea es que los pueblos de mayor tamaño necesitan el apoyo de comunidades cercanas. Se pueden detectar las ubicaciones de comunidades que suplían a los comerciantes que viajaban entre las regiones cercanas.
7. El uso de imágenes en una zona tropical haría posible el detectar rutas y fronteras, El uso del radar de alta definición puede detectar estructuras hechas en piedra y detectar lugares de reunión y templos.

## Temas relacionadas
- Arqueología
- Imágenes arqueológicas
- Tecnología de imágenes

- Datos: Q860755